# دیالان رایدر
دیلان رایدر (انگلیسی: Dylan Ryder؛ زاده ۲۳ فوریهٔ ۱۹۸۱) بازیگر پیشین پورنوگرافی اهل ایالات متحده آمریکا با اصالت آلمانی و ایتالیایی است.